# Ликвидная демократия
Ликвидная демократия (англ. liquid democracy) — подвид делегативной демократии, представляющий собой форму демократического контроля, в соответствии с которым электорат наделяет правом выбора делегатов, а не представителей. Термин представляет собой общее описание существующих или предлагаемых аппаратов народного контроля.
Исходя из концепции ликвидной демократии каждый человек может либо голосовать по каждому вопросу непосредственно, либо делегировать свой голос другому лицу, которое он считает более компетентным в данном вопросе. Это лицо становится делегатом для выполнения определенных задач на любой промежуток времени, но в любой момент времени полномочия могут быть отозваны. Потенциально каждый участник системы может быть делегатом.

## Форма делегирования
Положения ликвидной демократии были обобщены Брайаном Фордом в его статье «Делегативная демократия», которая содержит следующие принципы:
1. Выбор роли: каждый член может выбрать либо пассивную роль, отдавая свой голос делегату, либо активную роль делегата. У делегатов есть ещё один выбор — насколько и в каких областях они хотят быть активными.
2. Низкий барьер для участия: трудности и издержки стать делегатом невелики и, в частности, не требуют политической кампании или победы на конкурентных выборах.
3. Делегирование полномочий: делегаты проявляют власть в организационных процессах от имени себя и тех лиц, которые выбирают их в качестве своих делегатов. Поэтому разные делегаты могут использовать различные уровни полномочий принятия решений.
4. Конфиденциальность личности: чтобы избежать социального давления или принуждения, все голоса, осуществленные отдельными лицами, являются анонимными, как для других лиц, так и для делегатов.
5. Подотчетность делегатов: чтобы обеспечить подотчетность делегатов своим избирателям и сообществу в целом, все формальные совещательные решения, принятые делегатами, полностью публичны (или в некоторых формах видны только их избирателям).
6. Специализация с использованием ре-делегации: делегаты могут действовать не только непосредственно от имени людей как универсалы, но также путём повторного делегирования и от имени друг друга как специалисты.